# Chiesa di Sant'Ambrogio (Mignanego)
La chiesa di Sant'Ambrogio è un luogo di culto cattolico situato nel comune di Mignanego, in via Giuseppe di Vittorio 23, nella città metropolitana di Genova. La chiesa è sede della parrocchia omonima del vicariato di Pontedecimo-Mignanego dell'arcidiocesi di Genova.

## Storia

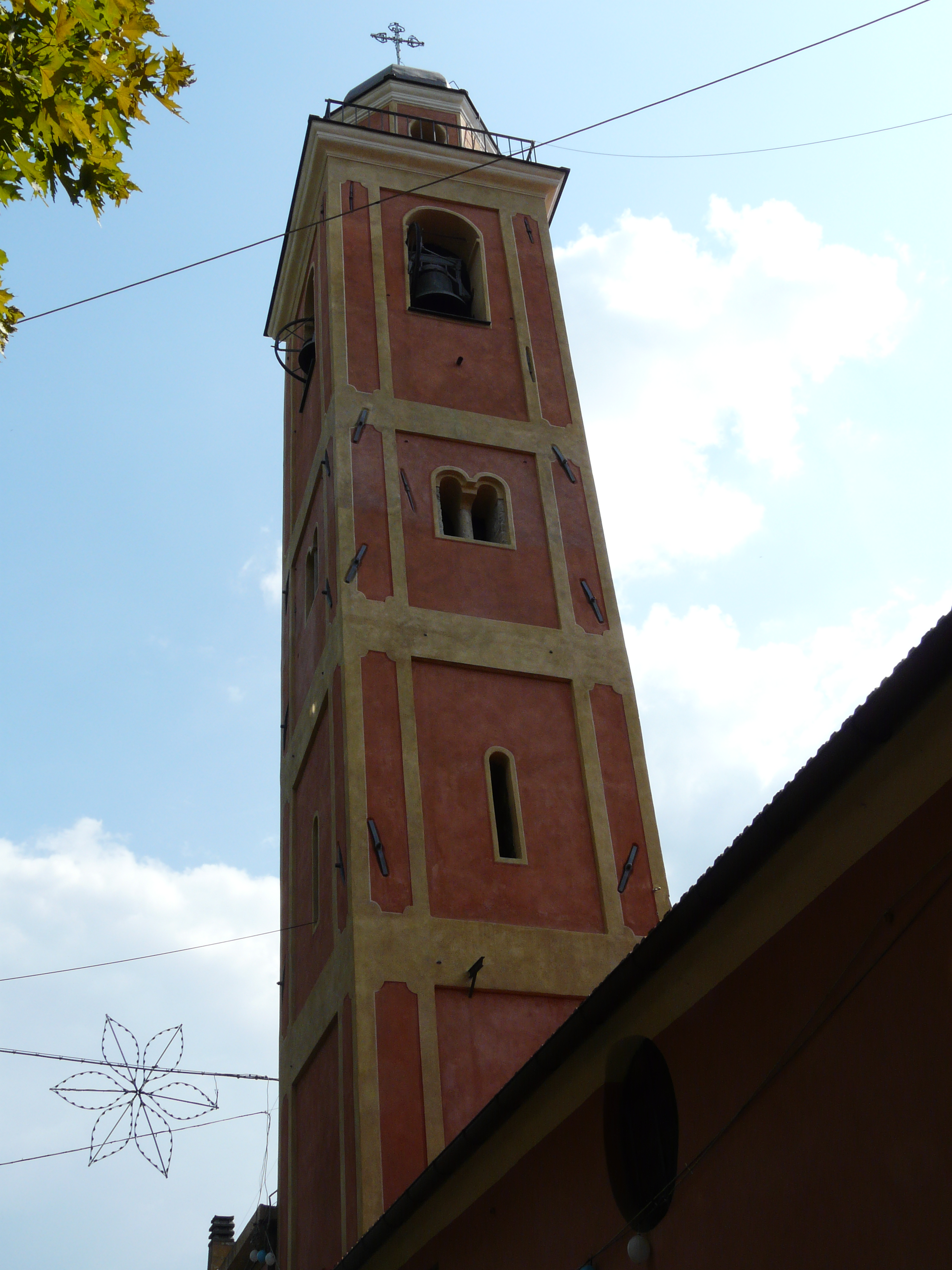
Particolare del campanile

La chiesa è citata in un documento risalente al 31 marzo 1210, e si è potuto apprendere che già nel XIII secolo le furono annesse alla sua pieve le due rettorie di San Fruttuoso di Fumeri e di Santa Maria Assunta di Paveto; altre due comunità religiose, San Siro di Langasco (Campomorone) e Sant'Antonino martire di Cesino (Pontedecimo), le furono aggiunte nel 1838 dall'arcivescovo di Genova monsignor Placido Maria Tadini.
I primi lavori di ampliamento furono eseguiti nel 1582 - o dopo il 1650 come sostengono altre fonti - dove fu aggiunto al corpo originario una nuova navata nella parte sinistra. Una nuova chiesa fu costruita a partire dal 24 giugno 1886 e altri interventi, come il pulpito in marmo e i confessionali, furono eseguiti fra il 1888 e il 1890.
I lavori più recenti risalgono al XX secolo con la conseguente consacrazione dei nuovi locali da parte del cardinale Giuseppe Siri nel 26 agosto del 1956.
Adiacente all'edificio religioso è presente la torre campanaria, chiamata "la saracena", perché innalzata nel corso del XV secolo sulla struttura di una torre medioevale di difesa contro le incursioni saracene, arricchendola con bifore a colonnine. Nuovamente ricostruita tra il 1791 e il 1796, con l'aggiunta di due campane, dovette essere rinforzata nel 1895; al consolidamento seguì l'aggiunta di altre tre campane fuse da Bernardo Zam di Genova (anche le precedenti). Nel 1967 venne fuso il campanone in Mib da R. Mazzola di Valduggia (VC), insieme ad altre due campane più piccole. Nel 1992, per opera di un benefattore, si procedette alla rifusione delle vecchie campane di Zam sempre da parte di R. Mazzola. In quella stessa occasione si portò il concerto di campane a 12 elementi, tutt'oggi esistenti e suonate con il sistema "a tastiera" da un giovane appassionato.
Goffredo Casalis nel suo Dizionario degli Stati di S.M. il Re di Sardegna, alla voce "Mignanego" riporta una curiosità storica riguardante un sacerdote, don Giovanni Sorba, che fu nominato arciprete di Sant'Ambrogio nel 1598. Questi era un giovane turco catturato nella battaglia di Lepanto e venduto come schiavo. Divenuto servo di un certo Sorba, benestante genovese, fu da questi accolto come un figlio e avviato agli studi. Convertitosi al Cristianesimo, divenne sacerdote e fu per alcuni anni arciprete in questa parrocchia e successivamente in quella di Santo Stefano di Larvego, nel vicino comune di Campomorone.